# Batman möter mörkrets hämnare
Batman möter mörkrets hämnare (engelska: Batman: Mask of the Phantasm) är en amerikansk animerad långfilm från 1993, producerad av Warner Bros. Animation. Filmen bygger sig på Batman: The Animated Series och är den första animerade Batman-filmen som gick på bio.

## Handling
När en maskerad vigilant börjar mörda kända maffiabossar sätter polisen skulden på Batman och Batman blir tvungen att lösa mysteriet innan det är för sent. Under filmens gång visas flashbacks till Bruce Waynes tidiga dagar som vigilant och hur han blir förälskad i en kvinna vid namnet Andrea Beaumont.

## Rollista

### Engelska röster
- Batman/Bruce Wayne - Kevin Conroy
- Jokern - Mark Hamill
- Andrea Beaumont - Dana Delany
- Arthur Reeves - Hart Bochner
- Carl Beaumont - Stacy Keach
- Salvatore Valestra - Abe Vigoda
- Alfred Pennyworth - Efrem Zimbalist, Jr.
- Detektiv Harvey Bullock - Robert Costanzo
- Kommissarie Jim Gordon - Bob Hastings
- Charles "Chuckie" Sol - Dick Miller
- Buzz Bronski - John P. Ryan

### Svenska röster
- Batman/Bruce Wayne - Mattias Knave
- Jokern - Per Sandborgh
- Andrea Beaumont - Vicki Benckert
- Arthur Reeves - Steve Kratz
- Carl Beaumont - Staffan Hallerstam
- Salvatore Valestra - Sture Ström
- Alfred Pennyworth - Steve Kratz
- Mörkrets härskare - Johan Hedenberg
- Kommissarie Jim Gordon - Per Sandborgh
- Detektiv Harvey Bullock - Johan Hedenberg
- Charles "Chuckie" Sol - Staffan Hallerstam
- Buzz Bronski - Per Sandborgh